# Margonya
Margonya (szlovákul: Marhaň) község Szlovákiában, az Eperjesi kerület Bártfai járásában.

## Fekvése
Bártfától 22 km-re délkeletre, a Tapoly bal partján fekszik.

## Története
1299-ben említik először. 1427-ben mintegy 200 lakosa volt. A 15.–16. században a Széchy, Semsey, Báthory, Sós és Bornemissza családok, később a Dessewffy család birtoka volt. Két templommal is rendelkezett.
A 18. század végén Vályi András így ír róla: „MARGONYA. Tót falu Sáros Várm. földes Urai Dezsőfi, és több Uraságok, lakosai külömbfélék, fekszik Nyerjeshez közel, és annak filiája, határjának egy nyomása alább való, ketteje pedig jobb, réttye, legelője elég, fája is van mind a’ két féle, piatzozása nints meszsze.”
Fényes Elek 1851-ben kiadott geográfiai szótárában így ír a faluról: „Margonya, tót falu, Sáros vármegyében, Nyirjeshez 1 órányira: 175 kath., 28 evang., 16 zsidó lak. Evang. templom. Kastély. Jó rét, legelő, erdő. F. u. gr. Dessewffy. Ut. p. Bártfa.”
1899-ben Dessewffy Pál eladta a margonyai birtokot Hohenlohe hercegnek. Az új tulajdonos reprezentatív kastélyt építtetett ide. A trianoni diktátum előtt Sáros vármegye Girálti járásához tartozott.

## Népessége
| Év:            | 1994. | 2004.   | 2014.   | 2024.   |
| -------------- | ----- | ------- | ------- | ------- |
| Emberek száma: | 885   | 938     | 965     | 955     |
| Eltérés:       |       | +5,98 % | +2,87 % | -1,03 % |

| Év:            | 2023. | 2024.   |
| -------------- | ----- | ------- |
| Emberek száma: | 951   | 955     |
| Eltérés:       |       | +0,42 % |

1880-ban 357 lakosából 7 magyar, 3 német és 337 szlovák anyanyelvű volt.
1890-ben 301 lakosából 10 magyar, 14 német, 276 szlovák és 1 egyéb anyanyelvű volt. Ebből 190 római katolikus, 76 evangélikus, 24 görög katolikus és 11 izraelita vallású volt.
1900-ban 387 lakosából 24 magyar, 30 német, 26 ruszin és 305 szlovák anyanyelvű volt.
1910-ben 475 lakosából 61 magyar, 23 német, 358 szlovák és 33 egyéb anyanyelvű volt. Ebből 313 római katolikus, 85 evangélikus, 55 görög katolikus és 22 izraelita vallású volt.
1921-ben 426 lakosából 5 magyar, 7 zsidó, 1 egyéb nemzetiségű, 345 csehszlovák és 68 állampolgárság nélküli volt.
1930-ban 459 lakosából 325 csehszlovák, 12 német, 11 zsidó, 81 egyéb nemzetiségű és 30 állampolgárság nélküli volt.
1970-ben 720 lakosából 718 szlovák volt.
1980-ban 792 lakosa mind szlovák volt.
1991-ben 874 lakosából 795 szlovák, 76 cigány, 1-1 cseh, ukrán és egyéb nemzetiségű volt. 
2001-ben 904 lakosából 812 szlovák és 89 cigány volt.
2011-ben 967 lakosából 890 szlovák és 13 cigány.

## Nevezetességei
- Evangélikus temploma egy régi imaház bővítésével 1811 és 1821 között épült.
- Hohenlohe kastély.
- Neoklasszicista kápolnája 1890-ben készült.
- Dessewffy Arisztid az aradi vértanúk egyikének sírhelye.

## Híres emberek
Itt, a családi sírboltban nyugszik Dessewffy Arisztid honvédtábornok, aradi vértanú. A vértanú tábornok özvegye egy évvel a kivégzés után, a katonák megvesztegetésével hozatta ide a maradványokat Aradról. A sírboltot a 20. század folyamán többször feltörték és szinte mindent elvittek, a csontokat szétszórták. A sírboltot csak 1988-ban hozhatták rendbe gondos kezek, majd a Magyar Állam támogatásával megtörtént a sírbolt teljes felújítása is. A sírbolt minden év március 15-én és október 6-án a szlovákiai magyarok egyik zarándokhelye.